# (8433) Brachyrhynchus
(8433) Brachyrhynchus ist ein Asteroid des mittleren Hauptgürtels, der am 24. September 1960 von dem niederländischen Astronomenehepaar Cornelis Johannes van Houten und Ingrid van Houten-Groeneveld entdeckt wurde. Die Entdeckung geschah im Rahmen des Palomar-Leiden-Surveys, bei dem von Tom Gehrels mit dem 120-cm-Oschin-Schmidt-Teleskop des Palomar-Observatoriums aufgenommene Feldplatten an der Universität Leiden durchmustert wurden.
Nach der SMASS-Klassifikation (Small Main-Belt Asteroid Spectroscopic Survey) wurde bei einer spektroskopischen Untersuchung von Gianluca Masi, Sergio Foglia und Richard P. Binzel bei (8433) Brachyrhynchus von einer hellen Oberfläche ausgegangen, es könnte sich also, grob gesehen, um einen S-Asteroiden handeln.
(8433) Brachyrhynchus ist nach der Kurzschnabelgans benannt, deren wissenschaftlicher Name Anser brachyrhynchus lautet. Der Bestand der Kurzschnabelgans wird in der Namensbeschreibung der Asteroidenentdecker als in den Niederlanden gefährdet beschrieben. Die Benennung erfolgte am 2. Februar 1999. Die Population in den Niederlanden ist aber seitdem zunehmend.